# Tái trồng rừng

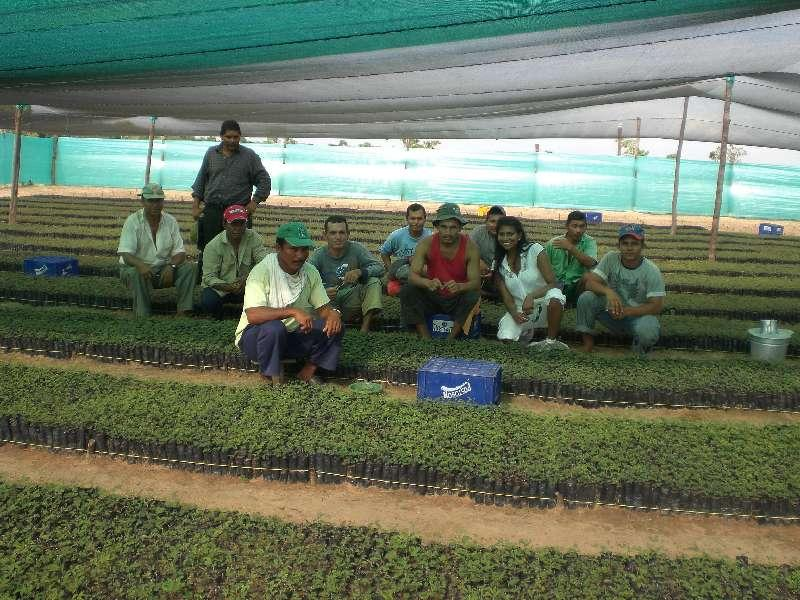
Vườn ươm cây nhiệt đới tại Colombia

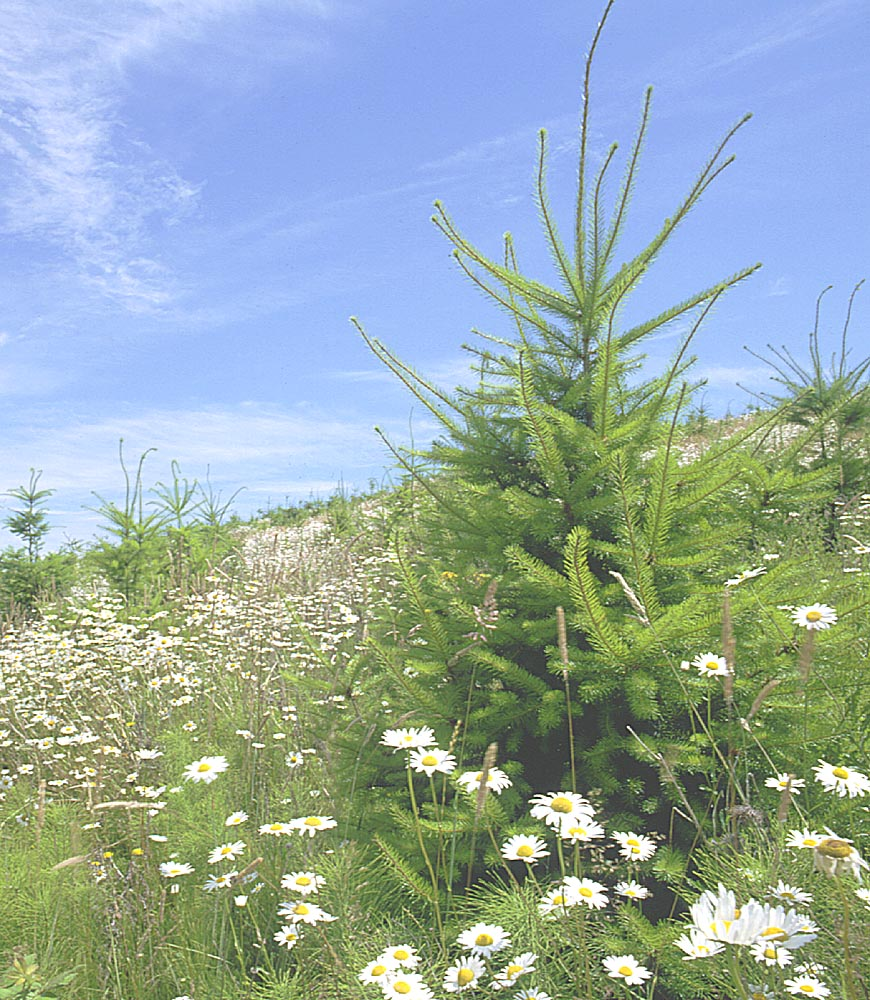
Một mảnh đất được tái trồng rừng 15 năm tuổi

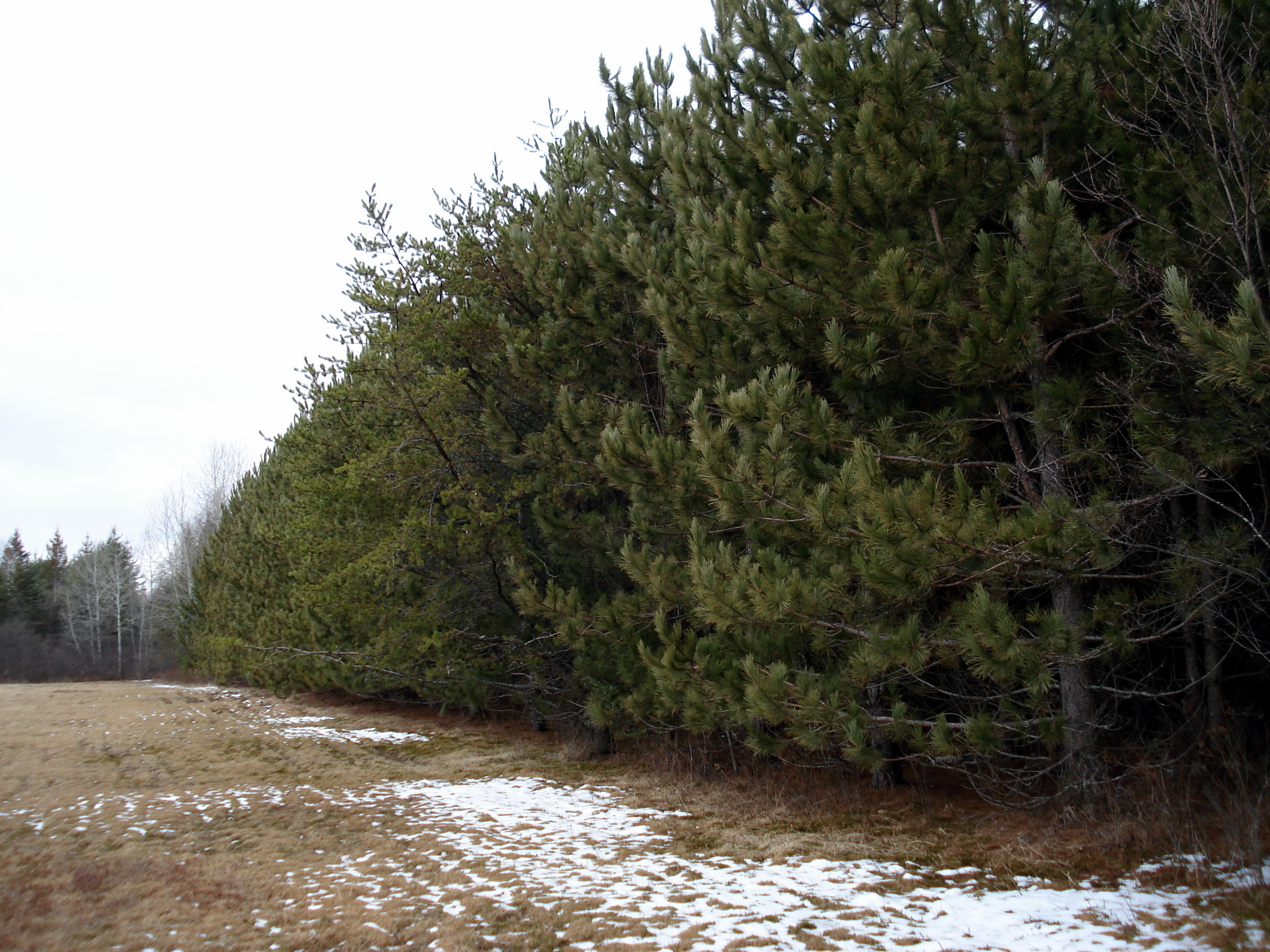
Rừng thông đỏ 21 năm tuổi tại phía nam Ontario

Tái trồng rừng là việc bổ sung thêm một cách tự nhiên hay cố ý các khu rừng rậm và rừng thừa (sự trồng rừng) mà đã bị làm cho suy kiệt, thường là do việc phá rừng. Tái trồng rừng có thể được sử dụng để điều chỉnh hoặc cải thiện chất lượng cuộc sống con người bằng việc hấp thụ ô nhiễm môi trường và bụi bẩn từ không khí, xây dựng lại sinh cảnh và hệ sinh thái tự nhiên, giảm thiểu hiện tượng ấm lên toàn cầu vì các khu rừng tạo điều kiện thuận lợi cho quá trình tách sinh học cacbon dioxide trong không khí, và có thể khai thác gỗ làm tài nguyên, hoặc cũng có thể là lâm sản ngoài gỗ.
Một khái niệm tương tự, trồng mới rừng, một dạng khác của trồng rừng, ám chỉ quá trình phục hồi và tái tạo các khu vực rừng thưa hoặc rừng rậm đã tồn tại trước đây nhưng bị tàn phá hoặc bị phá bỏ bằng cách khác vào một tời điểm nào đó trong quá khứ hoặc trống một các tự nhiên (như các đồng cỏ tự nhiên). Đôi lúc thuật ngữ "trồng mới rừng" được sử dụng để phân biệt giữa rừng nguyên sinh và những khu rừng tái sinh của một khu vực.